# 中国火箭号蒸汽机车

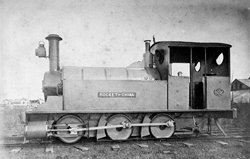
1881年的中国火箭号

中国火箭号蒸汽机车（Rocket of China），是中国铁路早期自行组装的蒸汽机车之一，有时也被认作中国第一台自行组装的蒸汽机车。由于车身镶嵌金属龙形图案，又被称为“龙号机车”。

## 设计和历史

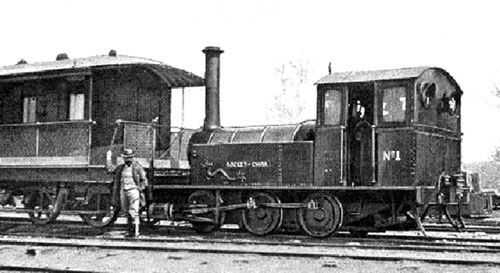
克劳德·威廉·金达与「中国火箭号」蒸汽机车合影

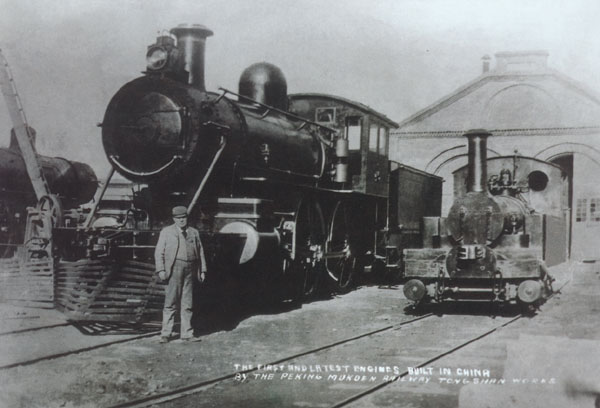
19世纪末，金达与美国进口蒸汽机车（左）、中国火箭号（右）在胥各庄修车厂内合影

1882年，开平煤矿的煤产量猛增，骡马拉车力不胜任，大量煤产囤积。为解决牵引动力的问题，胥各庄修车厂按照金达提供的机车图纸，在金达的指导下使用开发矿井用的轻型卷扬机锅炉、蒸汽机及钢铁材料，组装成中国第一台蒸汽机车，开平矿务局英籍总工程师薄内（R.R.Burnett）的妻子，仿照乔治·斯蒂芬森在1829年设计的火箭号蒸汽机车（Rocket），将这台机车命名为“中国火箭号”（Rocket of China）。据文献记载，这台机车长度为18英尺8英寸（约合5.7米），只有三对动轮而没有导轮和从轮。由于机车的两侧各镶嵌了一条用黄铜镌刻的代表清廷的五爪飞龙，所以这台机车又称“龙号机车”。
原车后被放置于博物馆，1937年后不知所踪。